# Inchtuthil
Inchtuthil, llamado por los romanos Pinnata Castra o Victoria, es el nombre de un gran castra romano bien conservado, que se encuentra en la ribera del Río Tay cerca de Dunkeld (Perth y Kinross), en Escocia.

## Historia
Fue construido alrededor del año 83 como un centro de mando para las tropas del general Cneo Julio Agrícola, que había logrado avanzar hacia el norte desde su base en Deva Victrix (Chester). Situado en una de las principales rutas de entrada y salida de las Highlands, fue guarnecido por la Legio XX Valeria Victrix y ocupaba una superficie total de 21,5 hectáreas. La construcción de un asentamiento tan grande debió de llevar mucho tiempo, por lo que se construyó un campamento temporal que albergase y protegiese a los soldados durante el invierno. Además, otros fuertes más pequeños fueron instalados al norte y al sur de la fortaleza principal, en cada una de las entradas del valle: son las que se conocen como fuertes de Glenblocker. La posible relación entre este grupo de edificaciones y las del conjunto conocido como Gask Ridge, más al sur, todavía no está clara.
Cuando fue excavado en los años 50 por Sir Ian Richmond se descubrió un gran pozo que contenía más de 750.000 clavos de hierro, con un peso total de más de diez toneladas. El pozo fue cuidadosamente ocultado por las tropas romanas cuando abandonaron el lugar, posiblemente para evitar que los clavos fueran utilizados por las tribus locales. Al contrario de lo que sucedió con otras fortalezas, Inchtuthil no fue cubierta o reutilizada por otras construcciones posteriores, por lo que estaba en muy buen estado de conservación cuando fue descubierta por Richmond. Sus defensas consistían en una muralla con foso y torres de vigilancia a cada lado, de acuerdo con el modelo romano habitual. Probablemente albergó a más de 6.000 soldados. Sus instalaciones incluían un hospital (que ocupaba por sí solo 5.000 m² y contenía salas especiales para los centuria), un taller y docenas de barracones. El perímetro total de murallas de madera debía medir aproximadamente 10 km. También se ha identificado un edificio principal y un templo en el que se guardarían los símbolos de la legión e imágenes del Emperador.
Generalmente se piensa que Inchtuthil sólo estuvo ocupado durante un breve período, y fue evacuado entre el verano del año 86 y el 87. La razón para este abandono fue probablemente que la Legio II Adiutrix había sido requerida en Moesia para repeler la invasión dacia, por lo que la Legio XX Valeria Victrix se vio obligada a volver al sur para ocupar su lugar en la base de Chester. Algunos hallazgos recientes, sin embargo, han empezado a cuestionar esta versión, indicando que Inchtuthil pudo estar en uso durante mucho más tiempo de lo que tradicionalmente se pensaba.
Algunos de los bimilenarios clavos de Inchtuthil fueron empleados por científicos para evaluar los efectos de la corrosión en los barriles de residuos nucleares.